# Катастрофа Ми-8 в Кара-Богаз-Голе
Катастрофа Ми-8 в Кара-Богаз-Голе — авиационная катастрофа вертолёта Ми-8Т, произошедшая во вторник 12 марта 1996 года в заливе Кара-Богаз-Гол (Каспийское море), в результате которой погибли 12 человек.

## Катастрофа
Вертолёт Ми-8Т с бортовым номером EZ-22684 (заводской — 8142, выпущен в 1980 году) авиакомпании Ахал выполнял пассажирский рейс к нефтяной платформе «Гарашсыз», а на его борту находились 3 члена экипажа и 9 пассажиров — вахтовые рабочие-нефтяники. Полёт проходил в штормовую погоду при сильном порывистом ветре. Борт 22684 следовал над заливом Кара-Богаз-Гол, когда около 12:12 в полутора километрах от посёлка Бекдаш вдруг упал в воду. Все 12 человек на борту при этом погибли.
По имеющимся данным, на настоящее время (2014 год) это единственная авиакатастрофа в Туркмении за период с 1991 года.

## Причины
Причины катастрофы не были установлены.